# Волончук Федір Федорович
Федір Федорович Волончук (21 травня 1910, Таганрог — 3 лютого 1984) — радянський офіцер, розвідник Чорноморського флоту, учасник другої оборони Севастополя.

## Біографія
Народився 21 травня 1910 року в місті Таганрозі. З 1921 року жив у селі Студенок (нині Глухівського району Сумської області). Закінчив семирічну школу, працював у сільськогосподарському товаристві молотобійцем, машиністом на млині. З 1927 року працював в Юзівці на шахті верстатником у вибої. У 1929 році переїхав до Таганрога, де працював ковалем. У 1930 році за комсомольською путівкою добровільно пішов служити в Військово-морський флот СРСР. Служив на крейсері «Червона Україна» в Севастополі. З 1936 року по 1941 рік служив у відділах тилу Чорноморського флоту.
Учасник оборони Севастополя в складі окремого розвідувального загону розвідувального відділу штабу ЧФ. Загін був створений для ведення розвідки і диверсійних дій проти сухопутного противника. Вже з кінця листопада 1941 року почалася проведення систематичних висадок підрозділів розвідзагону з моря в тил противника. Так, в один з перших днів грудня 1941 року група розвідників була висаджена в найближчому тилу противника на Балаклавському напрямку на узбережжі бухти Ласпі. У даній операції брав участь і взвод під керівництвом Волончука.
Надалі групою під керівництвом Волончука були проведені ще кілька успішних операцій, в ході яких розвідники розгромили в окупованій  Євпаторії поліцейське управління, здійснили у ворожому тилу ряд диверсій на Ялтинському шосе. У ході розвідувальних і бойових дій на Умпірському перевалі Головного Кавказького хребта група Волончука в ніч з 5 на 6 жовтня 1942 року спільно зі штурмовим загоном 174-го гірськострілецького полку, раптовим ударом опанувала важливим опорним пунктом противника на висоті з відміткою 1 017 метрів над рівнем моря.
У 1943 році  був перекинутий на літаку з Кавказу в одне із з'єднань кримських партизан, побував в зайнятому ворогом Севастополі, де зустрівся з керівником севастопольського підпілля В. Д. Рев'якіним. У січні 1944 року повернувся на Велику землю.
Після війни перебував на посадах матеріально-технічного забезпечення Розвідувального відділу штабу ЧФ. З червня 1960 року в запасі. Жив і працював у Севастополі.

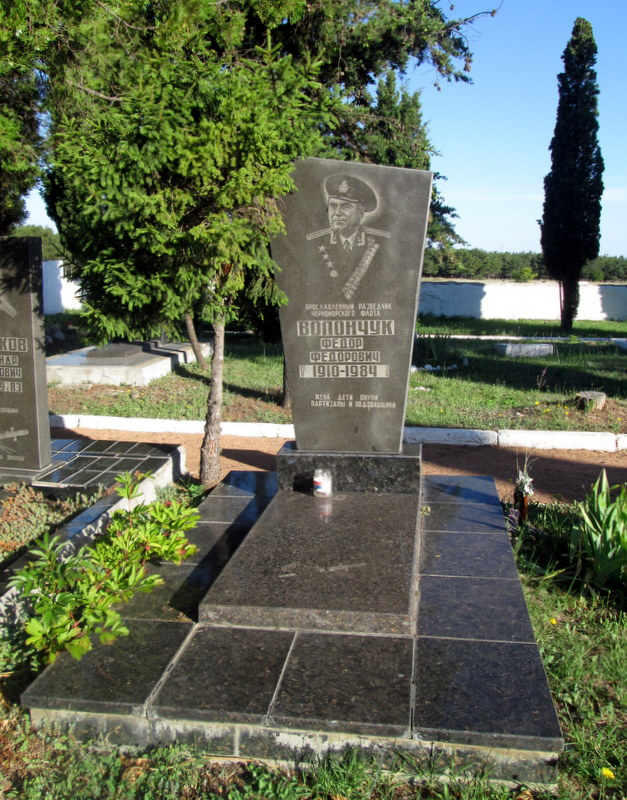
Могила Федора Волончука

Помер 3 лютого 1984 року. Похований в Севастополі на Меморіальному братському кладовищі радянських воїнів в селищі Дергачах.

## Нагороди
Нагороджений орденом Леніна, двома орденами Червоного Прапора, трьома орденами Червоної Зірки, орденами Вітчизняної війни I і II ступеня, медалями «За відвагу», «За оборону Севастополя» та багатьма іншими.